# Telefônica Brasil
 (mars 2019).
Le contenu est difficilement compréhensible vu les erreurs de traduction, qui sont peut-être dues à l'utilisation d'un logiciel de traduction automatique.
Telefônica Brasil, opérant sous le nom de marque Telefônica Brasil Vivo, est un fournisseur de télécommunications et de services Internet au Brésil, affilié à Telefónica.
Elle a été créée à l'origine dans le cadre de Telebrás, le monopole des télécommunications appartenant, à cette époque, à l'État brésilien. En 1998, Telebrás a été découpée et privatisée. Telefônica a acheté en  2003 Telesp au département de São Paulo et l'a renommé Telefónica Brasil. Le groupe fait 15 % de son chiffre d'affaires hors du Brésil et la société compte plus de 90 millions de clients.
En 2010, Telefónica a acquis les actions de l'opérateur mobile Vivo auprès de Portugal Telecom et en a cédé la propriété à Telefônica-Vivo, sa filiale au Brésil. En 2012, la société de commercialisation de services a commencé à opérer sous la marque Vivo entreprise ; ce sont des services intégrés, tels que l' accès à l'Internet et la télévision par câble et par satellite, de communications fixes et mobiles, entre autres, qui ont été lancés par la coentreprise Telefónica-Portugal Telecom.